# Restaurant à thème

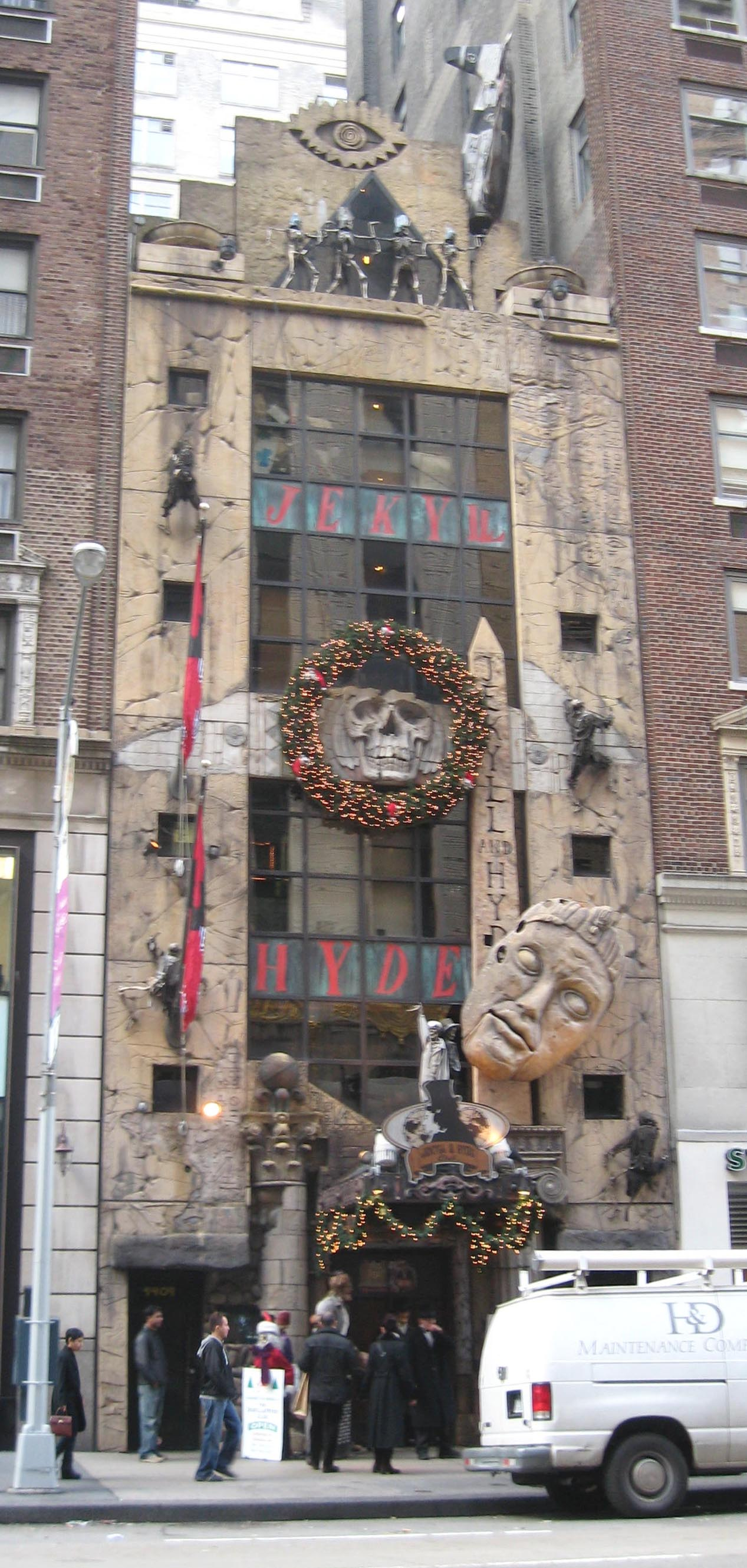
Le Jekyll and Hyde Club, restaurant new-yorkais focalisé autour de l'horreur gothique.

Un restaurant à thème est un restaurant dont les menus, la décoration et tout l'environnement de l'établissement sont influencés par un thème ou un concept précis. 

## Restaurants à thème
- Heart Attack Grill